# San Lorenzo sobre la parrilla
San Lorenzo sobre la parrilla es una escultura de Gian Lorenzo Bernini realizada en mármol (66x108 cm), ejecutada en 1617 y perteneciente a la colección Contini Bonacossi donada en 1969 a los Uffizi en Florencia.

## Historia
Obra juvenil, está documentada como realizada en 1614 aproximadamente, pero no está reflejada en los documentos la identidad del comprador. Décadas después  se sabe, gracias a Filippo Baldinucci (1682), que se encontraba en posesión de León Strozzi (el coleccionista que había adquirido también el "museo" de Francesco Corvino), que la tenía en su villa romana de la cual fue transferida, a finales del siglo XVIII al palacio Strozzi alle Stimmate, también en Roma, y luego al palacio fiorentino. Tal origen aparece confirmado también por el emblema Strozzi que se encuentra sobre la base de madera del monumento, que simula una cepa en llamas y que está expresamente reforzada  para sostener la escultura de mármol: probablemente fue dibujada por el mismo Bernini. Otra hipótesis sin embargo identifica el mármol con el San Lorenzo junto con un San Sebastián (Madrid, museo Thyssen-Bornemisza) que fue pagado por Maffeo Barberini a Bernini en 1617; según esta alternativa el pedestal habría sido en consecuencia un añadido posterior, esculpido cuando la obra entró en las colecciones Strozzi. 
En 1935 la estatua entró a formar parte de la colección Contini Bonacossi, encontrándose luego en la lista de obras cedidas al Estado por dicha familia coleccionista en 1969.

## Descripción y estilo

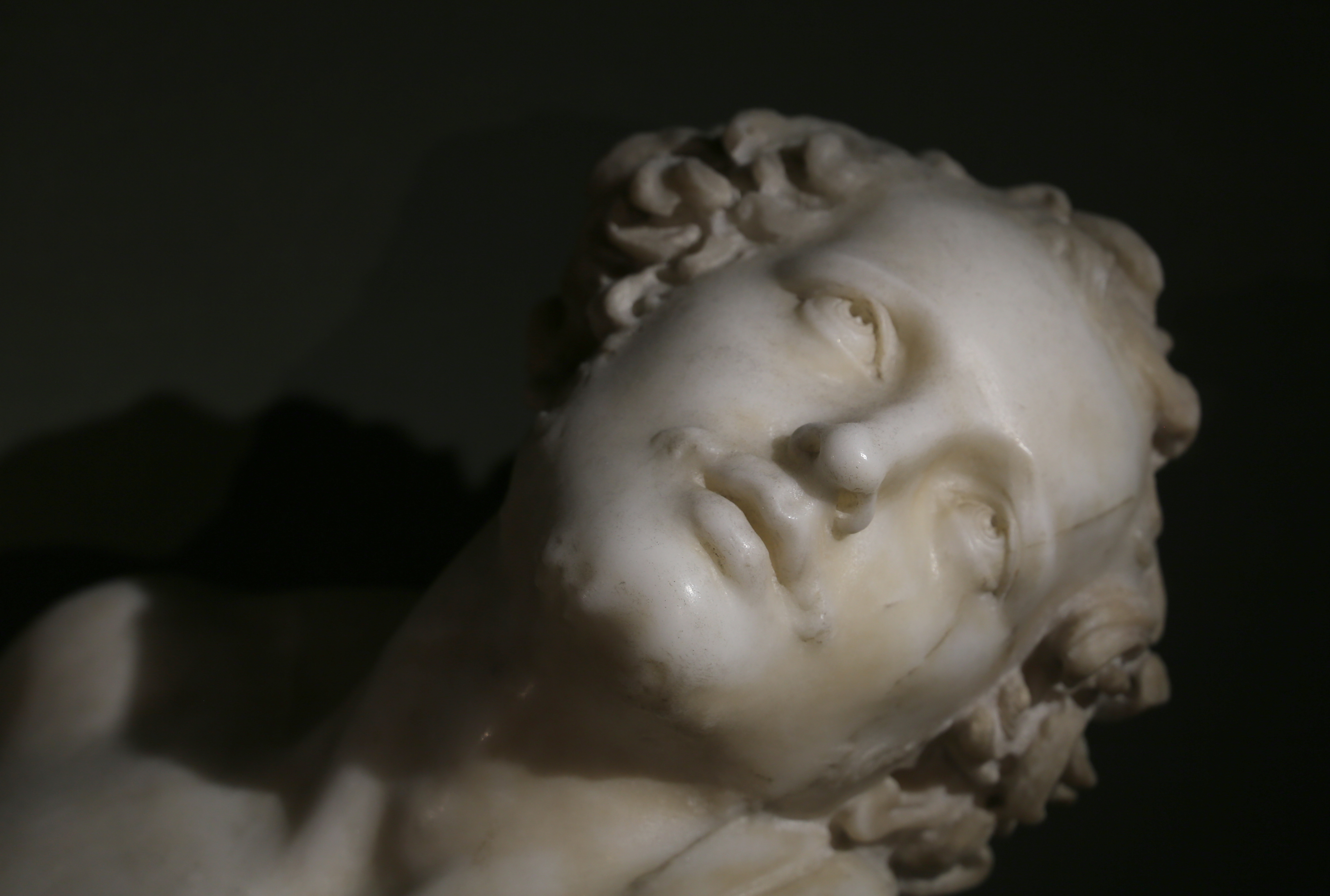
Detalle del rostro de San Lorenzo.

San Lorenzo está representado durante su martirio, mientras está tumbado sobre una parrilla atravesada por lenguas de fuego. Volviendo la mirada a Dios, el santo está representado mientras recomienda la ciudad de Roma, deshaciendo el sufrimiento físico en abandono al éxtasis.
Seguramente el artista debió inspirarse en modelos pictóricos (como la Creación de Adán de Miguel Ángel para la pose) y esculturales (como las diversas réplicas del Galata moribundo, para el rostro). Probablemente estudió también modelos tomados del natural, como comenta su propio hijo Domenico en la biografía escrita sobre su padre: para retratar verosímilmente el rostro afligido por el dolor, él mismo metió una pierna desnuda junto a brasas encendidas, bocetando con un lápiz su rostro reflejado en un espejo.
La escultura aparece como un prodigioso ejemplo de virtuosismo, capaz de reproducir con el mármol también el elemento más etéreo e immaterial: el fuego.